# Felsina granulum
Felsina granulum är en spindelart som beskrevs av Simon 1895. Felsina granulum ingår i släktet Felsina och familjen krabbspindlar. Inga underarter finns listade i Catalogue of Life.